# Grantjärnet (Skallsjö socken, Västergötland)
Grantjärnet är en sjö i Lerums kommun i Västergötland och ingår i Göta älvs huvudavrinningsområde. Sjöns area är 0,025 kvadratkilometer och den är belägen 100 meter över havet.